# Дом Паршина
Дом Паршина — памятник архитектуры. Расположен в Уфе, современный адрес дома — улица Свердлова, 71.
Двухэтажное кирпичное здание построено примерно в начале XX века по проекту неизвестного архитектора. Из-за ограниченной площади участка лицевым фасадом стал боковой. По всей видимости, изначально планировалась пристройка слева, которая сделала бы здание Г-образным, однако эта часть так и не была возведена: одна из стен осталась глухой, в ней прорублено окно. Вероятно, на его месте должна была быть дверь в пристройку.
Архитектурный облик здания отличается декоративной выразительностью: фасад украшен резным аттиком с люкарной, сдвоенными окнами на втором этаже (по состоянию на 2014 год одно из них было заложено), декоративной полосой, имитирующей подзор, сандриками и пилястрами у окон второго этажа. На первом этаже выполнена горизонтальная рустовка простенков и архивольты.
В ноябре 1905 года участок с домом приобрёл Алексей Митрофанович Паршин.
В 2017 году здание было внесено в реестр объектов культурного наследия народов России. В то же время началась его реставрация, которая в 2019 году была признана незаконной из-за использованной схемы финансирования. В ходе работ к зданию пристроили новое помещение, отремонтировали интерьеры, благоустроили территорию, установили флюгер на крыше, часы в башенке, а также ажурные кованые ограды и ворота. Отмечалось, что «в Уфе ещё ни один объект культурного наследия не удостаивался таких финансовых вливаний».